# 湖沟镇
湖沟镇，是中华人民共和国安徽省蚌埠市固镇县下辖的一个副县级行政单位。

## 行政区划
湖沟镇下辖以下地区：
育才社区、兰石社区、东乡社区、瓦疃社区、姚集村、杨圩村、集贤村、马楼村、陈海村、张湾村、旗王村、路庙村、十里村、大桥村、周寨村、位庙村、单湾村、浍光村、五里村、单圩村、郑圩村、董林村、李楼村、大庄村、东南村、王洲村、中心村和岳王村。